# حملة كليبولي
حملة كليبولي أو حملة الدردنيل أو معركة جناق قلعة هي حملة عسكرية شنتها قوات بريطانية وفرنسية مشتركة خلال الحرب العالمية الأولى بهدف إحتلال العاصمة العثمانية إسطنبول، دارت معارك الحملة في شبه الجزيرة كليبولي على مضيق الدردنيل عام 1915، باءت جهود الحملة بالفشل وقتل ما قُدّر عدده بحوالي 55 ألف جندي من قوات التحالف (بريطانيا، أستراليا، نيوزيلندا، فرنسا) وحوالي 90 ألف جندي عثماني ومئات الآلاف من الجرحى من الطرفين.
تُعرف هذه المعركة في تركيا باسم چنق قلعة ساواشی (بالتركية: Çanakkale Savaşı) كونها وقعت في منطقة چنق قلعة. وفي بريطانيا، تسمى بمعركة مضيق الدردنيل.
كانت المعركة تهدف إلى غزو إسطنبول عاصمة الدولة العثمانية ومن ثم الدخول إلى الجزء الشمالي الشرقي من تركيا لمساندة روسيا ضد القوات الألمانية، حيث طلبت روسيا من فرنسا وبريطانيا مساعدتها ضد القوات الألمانية في الجانب الشرقي بعد أن تكبدت القوات الروسية خسائر كبيرة أمام الألمان. والمعركة هي نصر للعسكرية العثمانية حتى يومنا هذا، وكانت خيبة أمل وهزيمة في سجل الجيش البريطاني.
وقد أشرف القائد مصطفى كمال على هذه المعركة من الجانب العثماني، وتعد معركة كليبولي نقطه سوداء بالتاريخ العسكري البريطاني بعد هزيمتهم بها أمام القوات العثمانية.

## خلفية
في 29 أكتوبر 1914، أغارت سفينتان حربيتان ألمانيتان سابقتان، العثمانيتان يافوز سلطان سليم وميديلي، اللتان لا تزالان تحت قيادة الضباط الألمان، على البحر الأسود، حيث قصفوا ميناء أوديسا الروسي وأغرقوا عدة سفن. في 31 أكتوبر، دخل العثمانيون الحرب وبدأوا حملة القوقاز ضد روسيا. قصف البريطانيون حصونًا في غاليبولي لفترة وجيزة، وغزوا بلاد ما بين النهرين ودرسوا إمكانية إجبار الدردنيل.

### إستراتيجية الحلفاء والدردنيل
قبل تصور عملية الدردنيل، كان البريطانيون يخططون للقيام بغزو برمائي بالقرب من الإسكندرونة على البحر الأبيض المتوسط، وهي فكرة قدمها في الأصل بوغوس نوبار في عام 1914. وقد طُورت هذه الخطة من قبل وزير الدولة للحرب، المارشال إيرل كتشنر لقطع العاصمة من سوريا وفلسطين ومصر. كانت الإسكندرونة منطقة بها سكان مسيحيون وكانت المركز الاستراتيجي لشبكة السكك الحديدية للإمبراطورية؛ وكان الاستيلاء عليها سيقسم الإمبراطورية إلى قسمين. أمر نائب الأدميرال السير ريتشارد بيرس، القائد العام لجزر الهند الشرقية، النقيب فرانك لاركين من السفينة إتش إم إس دوريس بالسفر إلى الإسكندرونة في 13 ديسمبر 1914. وكان الطراد الروسي أسكولد والطراد الفرنسي ريكوين هناك أيضًا. كان كتشنر يعمل على الخطة في أواخر مارس 1915 وكانت بداية المحاولة البريطانية للتحريض على ثورة عربية. تخلوا عن إنزال الإسكندرونة لأنه عسكريًا كان سيتطلب موارد أكثر مما يمكن أن تخصصه فرنسا وسياسيًا لم ترغب فرنسا في أن يعمل البريطانيون في مجال نفوذهم، وهو الموقف الذي وافقت عليه بريطانيا في عام 1912.
بحلول أواخر عام 1914، على الجبهة الغربية، انتهى الهجوم المضاد الفرنسي البريطاني في معركة مارن الأولى وعانى البلجيكيون والبريطانيون والفرنسيون من العديد من الضحايا في معركة إيبرس الأولى في فلاندرز. انتهت حرب المناورة واستبدلت بحرب الخنادق. أغلقت الإمبراطورية الألمانية والنمسا-المجر طرق التجارة البرية بين بريطانيا وفرنسا في الغرب وروسيا في الشرق. كان البحر الأبيض في شمال القطب الشمالي وبحر أوخوتسك في الشرق الأقصى محاطين بالجليد في الشتاء وبعيدا عن الجبهة الشرقية؛ حوصر بحر البلطيق من قبل البحرية الإمبراطورية الألمانية وكان مدخل البحر الأسود عبر الدردنيل تحت سيطرة الإمبراطورية العثمانية. بينما ظل العثمانيون على الحياد، كان ما يزال من الممكن إرسال الإمدادات إلى روسيا عبر الدردنيل ولكن قبل دخول العثمانيين في الحرب، أغلِقت المضائق؛ في نوفمبر بدأ العثمانيون في حفر المجرى المائي.
واقترح وزير العدل الفرنسي، أريستيد بريان، في نوفمبر مهاجمة الإمبراطورية العثمانية، لكن ذلك رُفض، وفشلت أيضًا محاولة البريطانيين رشوة العثمانيين للانضمام إلى جانب الحلفاء. في وقت لاحق من ذلك الشهر، اقترح ونستون تشرشل، اللورد الأول للأميرالية، هجومًا بحريًا على الدردنيل، استنادًا جزئيًا إلى تقارير خاطئة عن قوة القوات العثمانية. أراد تشرشل استخدام عدد كبير من البوارج التي عفا عليها الزمن، والتي لم تتمكن من العمل ضد أسطول أعالي البحار الألماني، في عملية الدردنيل، مع قوة احتلال صغيرة مقدمة من الجيش. كان من المأمول أن يؤدي الهجوم على العثمانيين إلى دفع بلغاريا واليونان (الممتلكات العثمانية سابقًا) إلى الحرب إلى جانب الحلفاء. في 2 يناير 1915، ناشد دوق روسيا الأكبر نيكولاس بريطانيا للمساعدة ضد العثمانيين، الذين كانوا يقودون حملة القوقاز. بدأ التخطيط لمظاهرة بحرية في الدردنيل لتحويل القوات العثمانية عن القوقاز.

### محاولة إخضاع المضائق

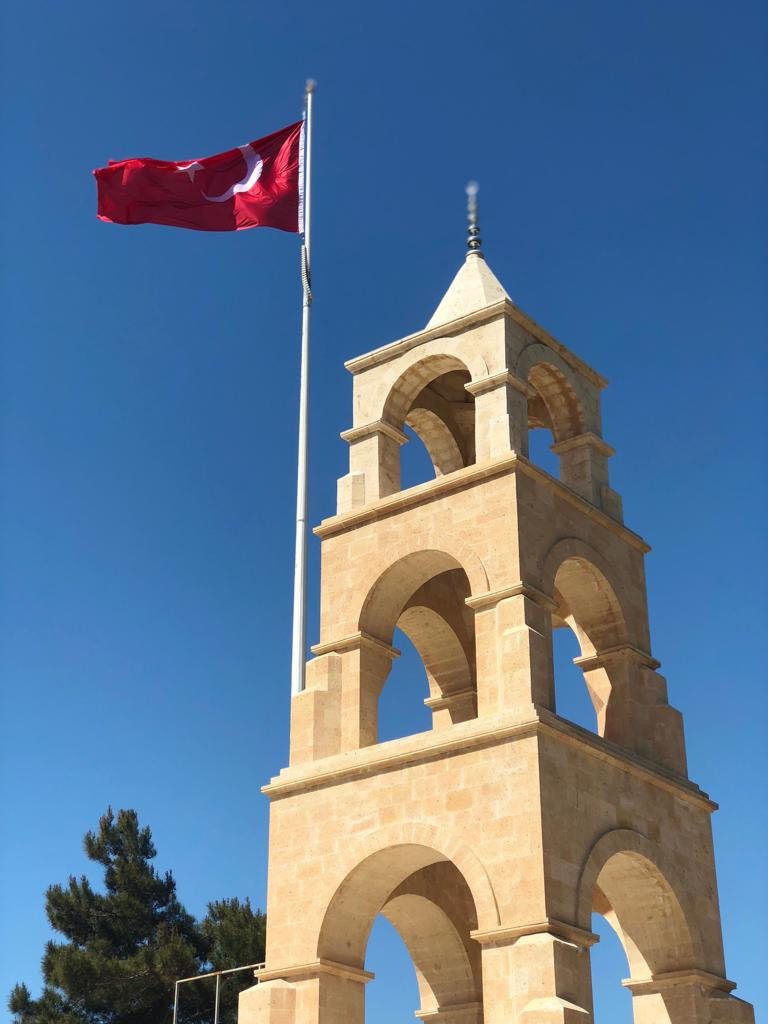
نصب تذكاري لشهداء المعركة

في 17 فبراير 1915، حلقت طائرة مائية بريطانية من إتش إم إس آرك رويال طلعة استطلاعية فوق المضيق. بعد يومين، بدأ الهجوم الأول على مضيق الدردنيل عندما بدأت فرقة عمل أنجلو-فرنسية قوية، بما في ذلك المدرعة البريطانية إتش إم إس الملكة إليزابيث، قصفًا بعيد المدى لبطاريات المدفعية الساحلية العثمانية. كان البريطانيون يعتزمون استخدام ثماني طائرات من آرك رويال لتحديد موقع القصف، لكن الظروف القاسية جعلت جميع هذه الطائرات، باستثناء واحدة، من طراز شورت تايب 136، غير صالحة للخدمة. أدت فترة من سوء الأحوال الجوية إلى تباطؤ المرحلة الأولية ولكن بحلول 25 فبراير قُلصت الحصون الخارجية وأزيلت الألغام من المدخل. بعد ذلك، هبطت قوات المارينز الملكية لتدمير المدافع في كوم كال وسد الباهر، بينما تحول القصف البحري إلى البطاريات بين كوم كيل وكيفيز.
محبطًا من تنقل البطاريات العثمانية، التي أفلتت من قصف الحلفاء وهددت كاسحات الألغام المرسلة لتطهير المضيق، بدأ تشرشل في الضغط على قائد البحرية، الأدميرال ساكفيل كاردين، لزيادة جهود الأسطول. وضع كاردين خططًا جديدة، وفي 4 مارس أرسل برقية إلى تشرشل، تفيد بأن الأسطول يتوقع وصوله إلى إسطنبول في غضون 14 يومًا. زاد الشعور بالنصر الوشيك من خلال اعتراض رسالة لاسلكية ألمانية كشفت أن الذخيرة في حصون الدردنيل العثمانية تنفد. عندما نُقلت الرسالة إلى كاردين، اتُفق على أن الهجوم الرئيسي سيبدأ في أو في حوالي 17 مارس. وُضع كاردن، الذي يعاني من الإجهاد، على قائمة المرضى من قبل المسؤول الطبي وتولى الأمر الأميرال جون دي روبيك.

### 18 مارس 1915

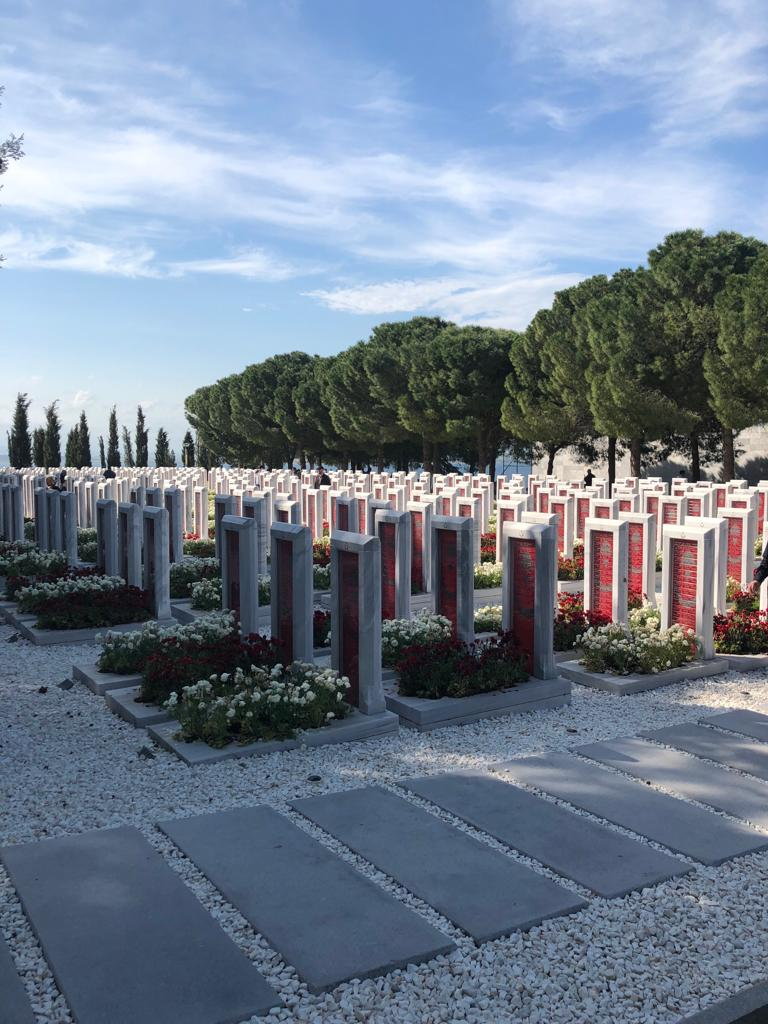
قبور شهداء معركة جناق قلعة - حملة كليبولي في تركيا

في صباح يوم 18 مارس 1915، بدأ أسطول الحلفاء، المكون من 18 سفينة حربية مع مجموعة من الطرادات والمدمرات، الهجوم الرئيسي على أضيق نقطة في الدردنيل، إذ يبلغ عرض المضيق 1.6 كيلومترًا. على الرغم من بعض الأضرار التي لحقت بسفن الحلفاء التي اشتبكت في الحصون بنيران الرد العثمانية، فقد صدرت أوامر بكاسحات ألغام على طول المضيق. في الحساب الرسمي العثماني الساعة 2:00 بعد الظهر. انقطعت جميع أسلاك الهاتف، وانقطعت جميع الاتصالات مع الحصون، وخرجت بعض البنادق... ونتيجة لذلك تباطأ نيران المدفعية للدفاع إلى حد كبير. اصطدمت البارجة الفرنسية بوفيت بلغم، ما تسبب في انقلابها في دقيقتين، مع 75 ناجيًا فقط من إجمالي طاقم مكون من 718. انسحب كاسحات الألغام، التي يديرها مدنيون، تحت نيران المدفعية العثمانية، تاركين حقول الألغام سليمة إلى حد كبير. اصطدمت إتش إم إس إيريزستبل إتش إم إس إنفليكسبيل بألغام وغرقت إيريزستبل، وأنقِذ معظم أفراد طاقمها الناجين؛ أصيب إنفليكسبيل بأضرار بالغة وسُحبت. ساد التباس خلال المعركة حول سبب الضرر. ألقى بعض المشاركين باللوم على الطوربيدات. أرسِل إتش إم إس أوشين لإنقاذ إيريزستبل ولكنه تعطل من قذيفة مدفعية، وضرب لغمًا، وسُحب، وغرق في النهاية.
أبحرت البارجتان الفرنسيتان سوفرين وجالتا عبر خط ألغام جديد وضعه سرا عامل الألغام العثماني نصرت قبل عشرة أيام وتضررت أيضًا. أجبرت الخسائر دي روبيك على إطلاق استدعاء عام لحماية ما تبقى من قوته. أثناء التخطيط للحملة، كانت الخسائر البحرية متوقعة وأرسِلت بوارج عفا عليها الزمن بشكل أساسي، غير صالحة لمواجهة الأسطول الألماني. شعر بعض كبار الضباط البحريين مثل قائد الملكة إليزابيث، العميد البحري روجر كيز، أنهم اقتربوا من النصر، معتقدين أن ذخيرة المدافع العثمانية كادت أن تنفد، لكن مناظر دي روبيك، اللورد البحر الأول جاكي فيشر وساد آخرون. انتهت محاولات الحلفاء لفرض المضيق باستخدام القوة البحرية، بسبب الخسائر وسوء الأحوال الجوية. بدأ التخطيط للاستيلاء على الدفاعات التركية برًا، لفتح الطريق أمام السفن. حاولت غواصتان متحالفتان اجتياز مضيق الدردنيل لكنهما فقدتا بسبب الألغام والتيارات القوية.

## أسباب الحملة
كان موقف روسيا في بدايات الحرب حرجاً للغاية بعد الهزائم المتكررة التي أنزلتها بها القوات الألمانية، وأرادت بريطانيا أن تفتح الطريق أمام الأساطيل البريطانية والفرنسية إلى البحر الأسود، وكانت منطقة المضايق هي التي تفصل بريطانيا وفرنسا عن روسيا وتحول دون إمدادها بالذخائر والأسلحة التي كانت في أشد الحاجة إليها بعد أن استنفذت احتياطاتها من الذخائر، وانعدمت قدرة مصانعها على تلبية أكثر من ثلث حاجتها من الذخائر.
وكانت بريطانيا غير راغبة في خروج روسيا من الحرب وتخشى ذلك، ولم يكن أمامها هي وحلفائها سوى بسط السيطرة العسكرية على منطقة المضايق، ضماناً لإرسال الذخائر والأسلحة إلى روسيا وحثها على مواصلة الحرب.
وفي الوقت نفسه كان الاستيلاء على المضايق يشد من أزر القوات الروسية ويرفع من معنوياتها التي انهارت أمام شجاعة القوات الألمانية وانتصاراتها المتتالية.
وفوق ذلك وعدت بريطانيا روسيا في حالة سيطرتها على منطقة المضايق بأنها ستهدي إليها مدينة إسطنبول؛ لحثها على الثبات والصمود، ولم تكن هناك هدية أعظم من أن تكون المدينة التاريخية تحت عرش الامبراطورية الروسية وهو الذي دام عقودا طويلة يحلم بمدينة إسطنبول.
ويضاف إلى هذه الاعتبارات أن نجاح حملة الدردنيل يجعل في متناول بريطانيا وحلفائها المحاصيل الوافرة من القمح التي تنتجها أقاليم روسيا الجنوبية، وأن رُسُو الأسطول البريطاني أمام إسطنبول يشطر الجيش العثماني شطرين، ويفتح الطريق إلى نهر الدانوب.

## الهجمات البحرية

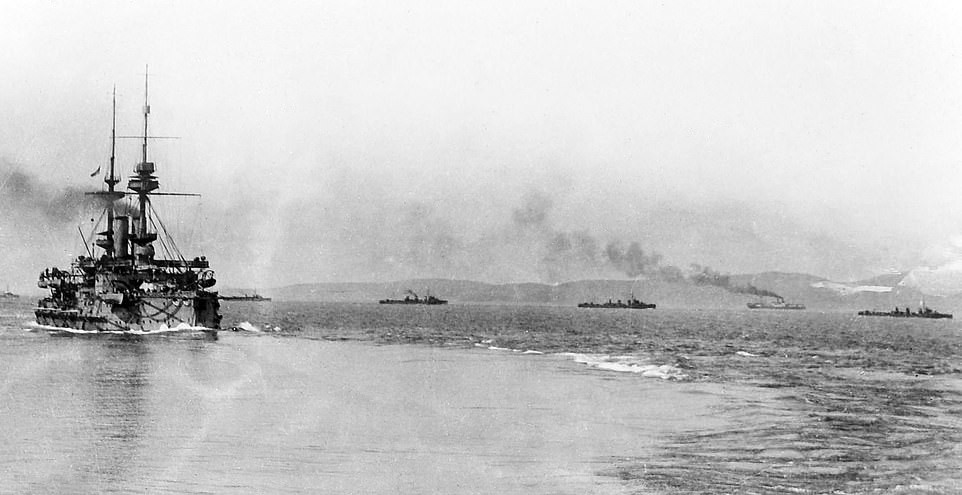
البارجة البريطانية ماجيستيك في معركة الدردنيل.

وفي (ذي الحجة 1332 هـ / نوفمبر 1914 م) اقترب الأسطول البريطاني من مياه الدردنيل وهو يمني نفسه بانتصار حاسم وسريع، والمعروف أن مضيق الدردنيل هو أول ما تقابله السفن القادمة من البحر المتوسط والمتجهة نحو البحر الأسود، وخلال ذلك تمر بالدردنيل ثم بحر مرمرة ثم البوسفور ثم مدخل البحر الأسود.
وقبل أن تتوغل بعض السفن البريطانية في مياه مضيق الدردنيل، ألقت بعض المدمرات قنابلها على الاستحكامات العسكرية العثمانية، ولم تتحرك هذه القوات للرد على هذا الهجوم ووقفت دون مقاومة، الأمر الذي بث الثقة في رجال الأسطول البريطاني، وأيقنوا بضعف القوات العثمانية وعجزها عن التصدي لهم، وتهيئوا لاستكمال حملتهم البحرية.
وبعد مضي شهرين أو أكثر من هذه العملية توجهت قطع عظيمة من الأسطول البريطاني إلى الدردنيل، وهي لا تشك لحظة في سهولة مهمتها، واستأنفت ضرب الاستحكامات العسكرية الأمامية مرة أخرى، ثم اقتحم الأسطول البريطاني المضيق في جسارة، وكم كانت المفاجأة مروعة له، حين اصطدم بحقل خفي من الألغام في مياه الدردنيل، وأصيب بأضرار بالغة بسبب ذلك، وكان لهذا الإخفاق دوي هائل وصدى واسع في جميع أنحاء العالم.[بحاجة لمصدر]

## الهجمات البرية

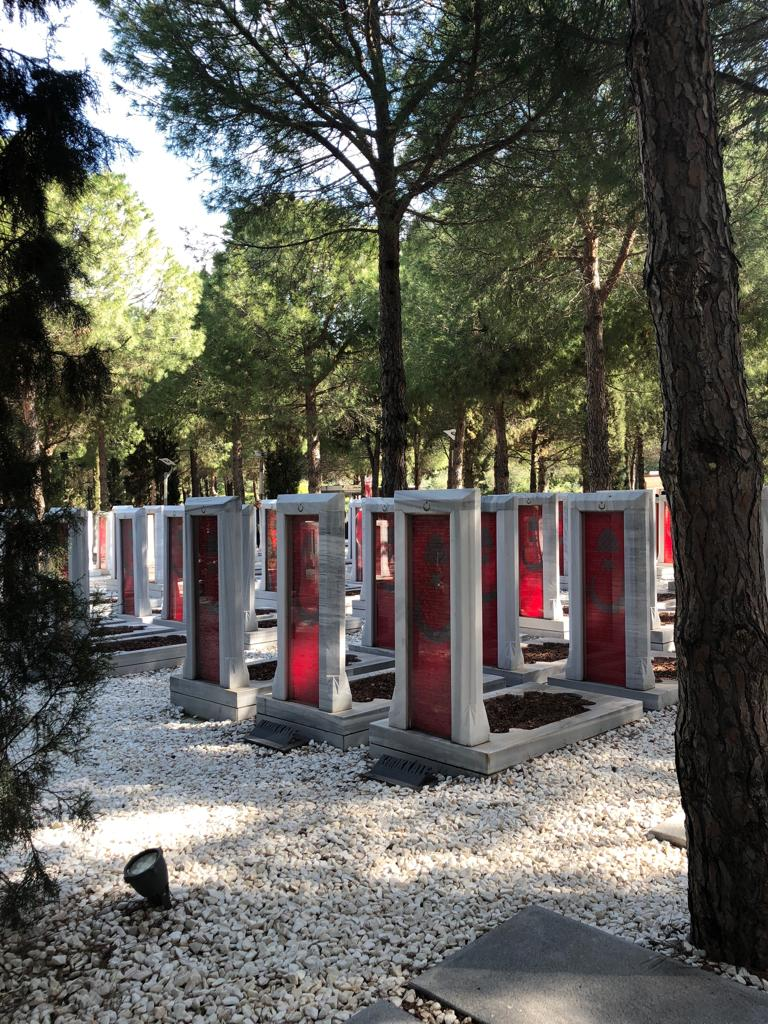
قبور الشهداء

لم تسكت بريطانيا وحلفاؤها على هذا النصر العثماني الذي قام على استدراج وحدات الأسطول البريطاني إلى مياه المضيق واصطيادها بسهولة وسط حقل الألغام البحرية، فرأت تعزيز الهجوم البحري على الدردنيل بهجوم بري، على أن يكون دور القوات البرية هو الدور الأساسي، في حين يقتصر دور القوات البحرية على إمداد القوات البرية بما تحتاج إليه من أسلحة وذخائر ومواد تموينية، ومساعدتها على النزول إلى البر، وحماية المواقع البرية التي تنزل بها.
وكانت القوات البريطانية البرية تتألف في معظمها من جنود أستراليين ونيوزلنديين، وهم معروفون بالبأس الشديد في القتال، ويقود هذه القوات سير إيان هاملتون، وكانت القوات الفرنسية بقيادة الجنرال جورو تعزز البريطانيين.
بدأت هذه القوات تصل إلى بعض المناطق في شبه جزيرة غاليبولي في شهر (جمادى الآخرة 1333 هـ = أبريل 1915 م)، حتى إذا اكتمل عددها بدأت هجومها على منطقة المضايق، ونزلت بعض قواتها في بعض المناطق، لكن خانها التوفيق في اختيار الأماكن الصالحة، إذ نزلت في أراض تنحدر تدريجيا نحو ساحل البحر، واشتركت في الإنزال كتيبة يهودية وأخرى يونانية.
وقد انتهز العثمانيون هذه الفرصة واصطادوا القوات البريطانية والفرنسية المهاجمة، وكانوا قد أكملوا استعدادهم لمواجهة هذا النزول المتوقع، وأظهروا بسالة فائقة وشجاعة نادرة أعادت إلى الأذهان أمجاد العسكرية العثمانية.
وبينما كان القتال يدور في ضراوة بالغة أحرز الجنود المهاجمون نصرا على الأتراك (في 25 من رمضان 1333 هـ = 6 من أغسطس 1915 م) بعد أن وصلت إليهم إمدادات كثيرة، ونجحوا في أخذ الأتراك على غرة، غير أن قائد القوات المهاجمة لم يستثمر هذا النصر الخاطف بأن يبدأ في التوغل نحو شبه جزيرة غاليبولي، وظل متباطئا دون تطوير هجومه، الأمر الذي جعل القوات العثمانية تنجح في صد المهاجمين، واسترداد ما تحت أيديهم وتكبيدهم خسائر فادحة بعدما وصلتهم إمدادات سريعة.

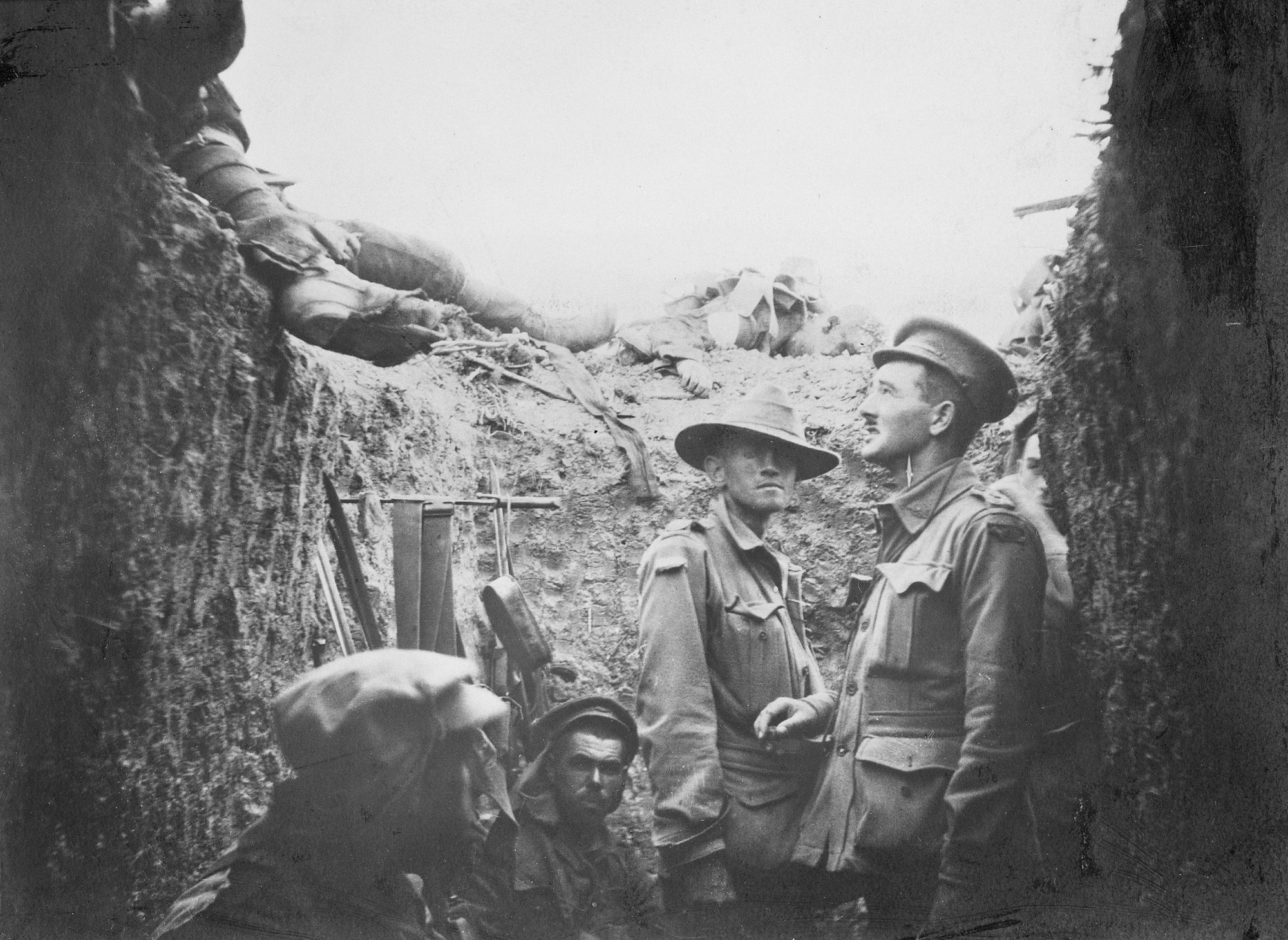
خندق في لون باين بعد المعركة

## الانعكاسات السياسية
وقد أدى انتصار العثمانيين في حملة كليبولي إلى تأخير سقوط إسطنبول عاصمة الدولة العثمانيين في أيدي قوات العدو لسنتين، وتكبيد بريطانيا وحليفاتها مائة وعشرين ألفاً من القتلى والجرحى، وأخفقت في تحقيق هدفها الرئيسي وهو الاستيلاء على المضايق، وكان الفشل مزدوجا في البر والبحر.

## وصلات خارجية
- Gallipoli نسخة محفوظة 8 مايو 2009 على موقع واي باك مشين. Original reports from The Times
- Map of Europe during the Gallipoli Campaign at omniatlas.com
- Battle of Gallipoli animated battle map by Jonathan Webb
- "Despatches". The campaign at the Dardanelles (Gallipoli). The Long Long Trail. مؤرشف من الأصل في 2017-10-26.
- "Gallipoli Centenary Research Project". Macquarie University. مؤرشف من الأصل في 2014-10-06.